# Aconitum tongolense
Aconitum tongolense är en ranunkelväxtart som beskrevs av Oskar Eberhard Ulbrich. Aconitum tongolense ingår i släktet stormhattar, och familjen ranunkelväxter. Utöver nominatformen finns också underarten A. t. patentipilum.